# Joseph Uhl
Pour les articles homonymes, voir Uhl.
Josef Uhl dit Joseph Uhl (1877-1945) est un graveur et peintre allemand qui se situe aux frontières du naturalisme, du symbolisme et de l'expressionnisme.

## Biographie
Joseph Uhl naît à New York de parents allemands de confession catholique qui choisissent de retourner dans leur pays alors que leur enfant est encore très jeune. 
Le 27 octobre 1899, Joseph est admis à l'Académie des beaux-arts de Munich, il a pour professeurs Ludwig Schmid-Reutte et Ludwig von Herterich, tous deux liés à l'école de Munich. Le style du jeune Uhl est au départ très marqué par le courant naturaliste allemand. Il vit essentiellement à Munich, avant de se retirer au fin fond de la Bavière.
À part quelques rares peintures, il se consacre essentiellement à la gravure, et notamment l'eau-forte, composant de nombreux portraits, des scènes à caractère allégorique, jouant avec le fantastique à la manière de certains dessins et gravures de Max Klinger, et quelques paysages inspirés de la Forêt-Noire. Ses modèles de prédilection sont ses propres enfants : il exécute des portraits gravés de sa fille et de son fils, et pratique le nu. Du point de vue technique, on note une utilisation du pointillé et de la roulette, produisant des contrastes appuyés.
On compte aussi des portraits gravés de ses amis artistes, par exemple Willi Geiger.
Le Zeitschrift fur Bildende Kunst publie de lui des gravures en hors-texte et une étude critique sur son travail (1911) ; d'autres revues d'art montrent son travail comme The Studio, Pan, The Print Connoisseur (New York), ou Vervielfaltigende Kunst (Vienne). 
En 1913, il produit une suite de douze planches remarquables à caractère érotique intitulée Ein Liebesmysterium, dont les cuivres furent retirés plus tard par les Ateliers Moret (2010). 
Durant les années 1920, il expose à Berlin où son éditeur est Wohlgemuth & Lissner.
Le Département des estampes et de la photographie de la Bibliothèque nationale de France possède en ses fonds vingt-deux estampes de Joseph Uhl.

## Quelques eaux-fortes

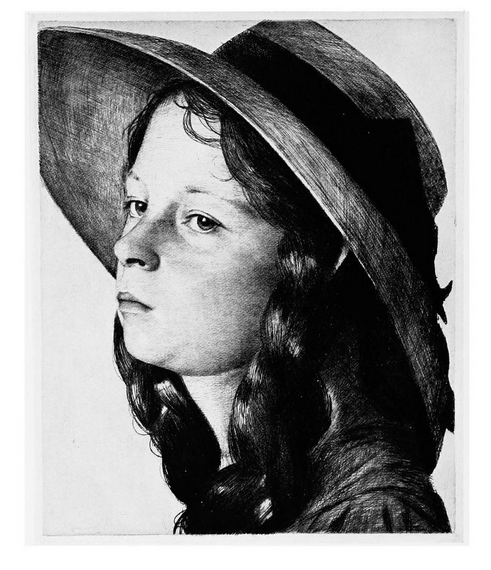
Petite fille au chapeau : Kinderportrait (1910)
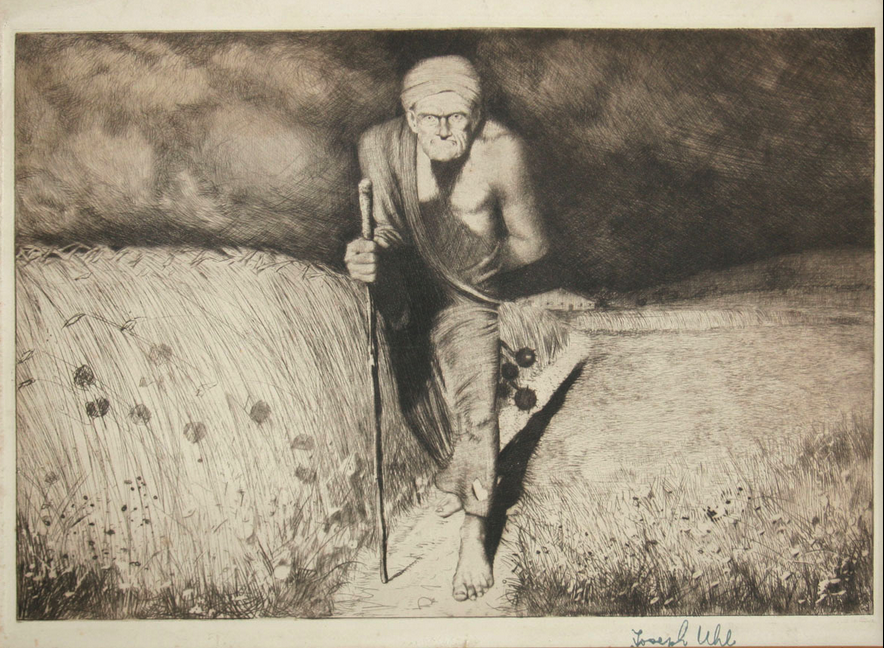
Die Sorge (1911)
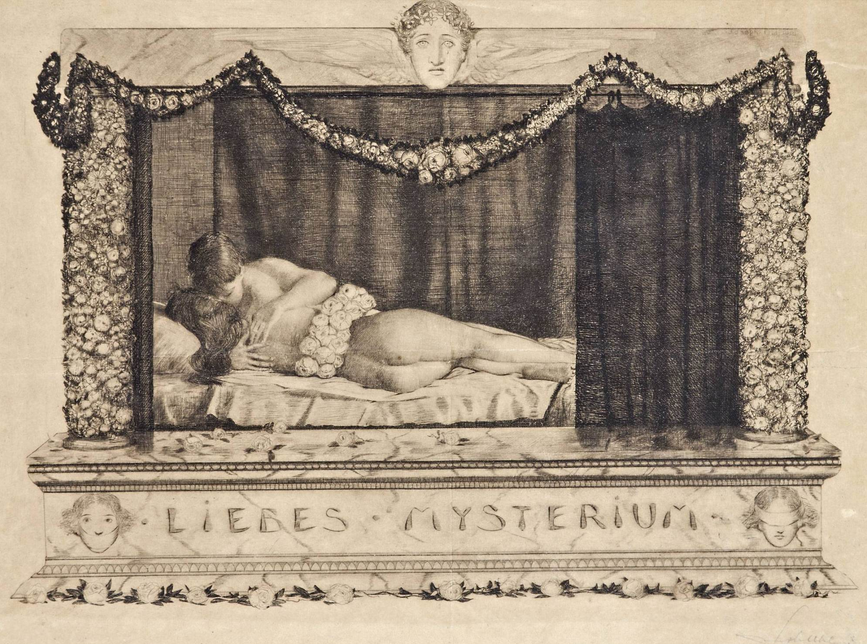
Ein Liebesmysterium (planche de titre, 1913)
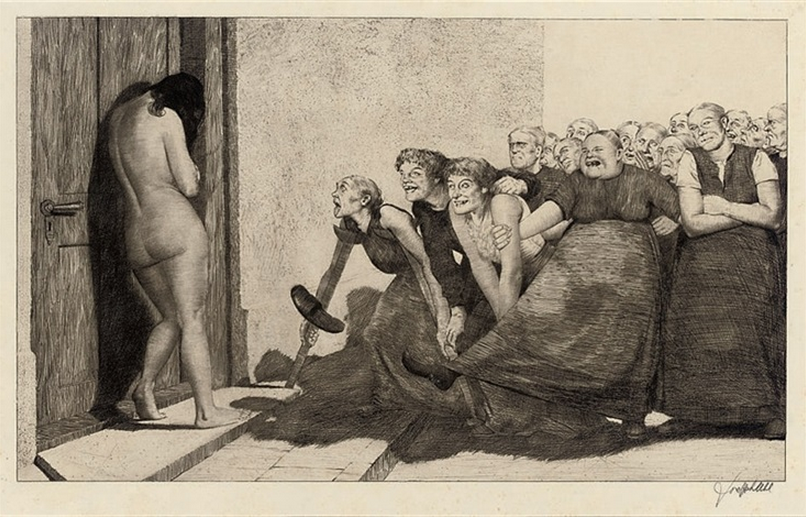
Ein Liebesmysterium (1/12, 1913)
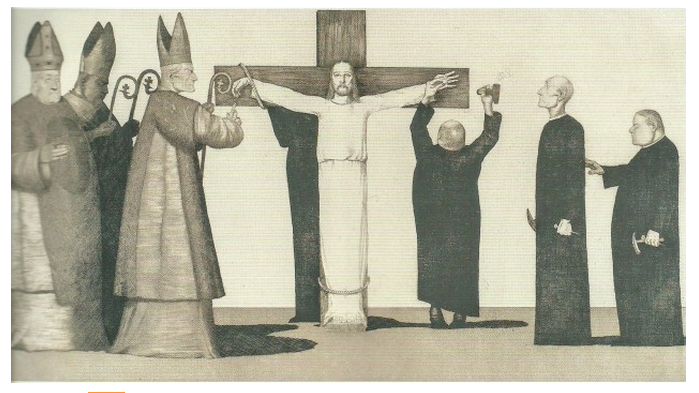
Christus gekreuzigt durch die Kirche (vers 1915-1920)